# Василије I Цариградски
Патријарх Василије I Скамандрин (грч. Πατριαρχης Βασιλειος Α΄ Σκαμανδρηνος) - цариградски патријарх од 13. фебруара 970. до 974. године.

## Биографија
Пре него што је постао патријарх, био је монах у манастиру на реци Карамендерес у античко доба, Скамандрос. Отуда и друга компонента имена - Скамандрин.
Василије I је 970. године изабран за Полијевктовог наследника на месту цариградског патријарха. Водећи аскетски начин живота и захтевајући исто од свештенства, стекао је много непријатеља. Према сведочењу које је цитирао Јахја из Антиохије, Василије је „... остао са њим [патријархом] три године и један месец“, након чега је прогнан, а свргнут је са власти у марту 973. године. Према другој верзији, махинацијама његових непријатеља, свргнут је 974. године на црквеном сабору.
За новог цариградског патријарха изабран је Антоније III Студит.